# Cap Sciences
 (février 2014).
Cap Sciences est un Centre de culture scientifique, technique et industrielle (CCSTI) situé à Bordeaux, sur les bords de la Garonne, au pied du Pont Jacques-Chaban-Delmas. C'est un centre d’animation et d’exposition ouvert au public pour la découverte et la compréhension des phénomènes scientifiques, des principes technologiques, des applications et savoir-faire industriels.
Les CCSTI sont nés dans les années 1970. Ils sont soutenus par la recherche, et par les collectivités locales et territoriales. Leur but est de valoriser la culture scientifique.

## Historique

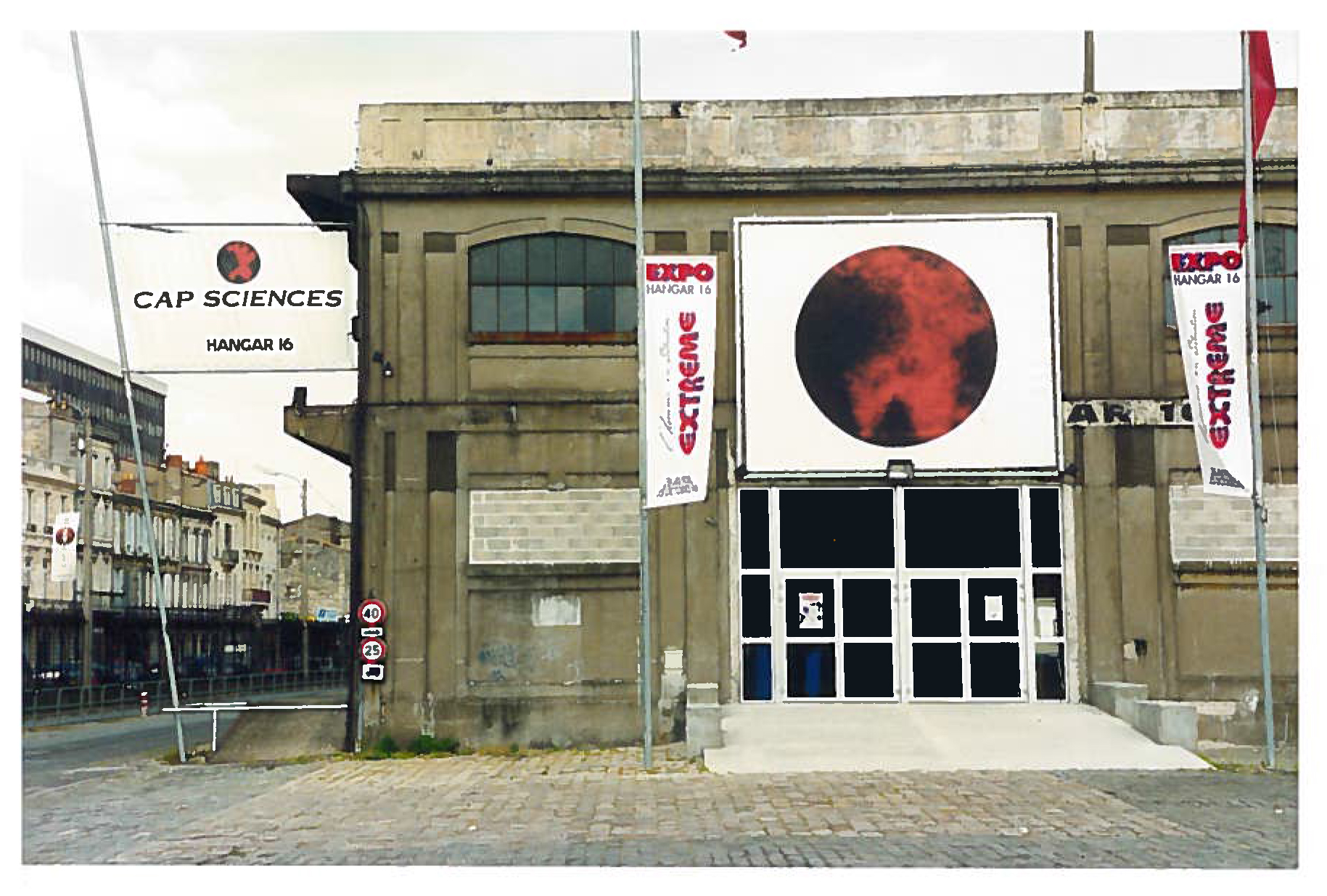
Avant d'être situé au Hangar 20 à Bordeaux, Cap Sciences se situait au Hangar 16.

Le 1er décembre 1994 a lieu une Assemblée générale constitutive afin de donner une structure juridique à Cap Sciences, sous la forme d'une association loi de 1901.
Cap Sciences est alors situé au Hangar 16 sur les quais de Bordeaux. L'inauguration officielle de la première exposition, Aquitaine terre d’Océan, a lieu en avril 1995, avec une présentation de la Cité des Sciences de la Villette.
En 1996, le centre scientifique Cap Sciences est devenu un lieu culturel reconnu à Bordeaux. Les missions de Cap Sciences se développent avec le concept de médiation humaine dans le domaine des loisirs éducatifs, notamment avec des expositions itinérantes, produites par le CCSTI Bordeaux-Aquitaine.
En 1998, à Pessac, Cap Sciences assure les animations de la Maison de l'archéologie (futur Cap'Archéo). La même année débutent les animations Cap Sciences Juniors. C'est aussi en 1998 qu'est créé le site web de Cap Sciences, diffusant des informations sur les activités du centre.

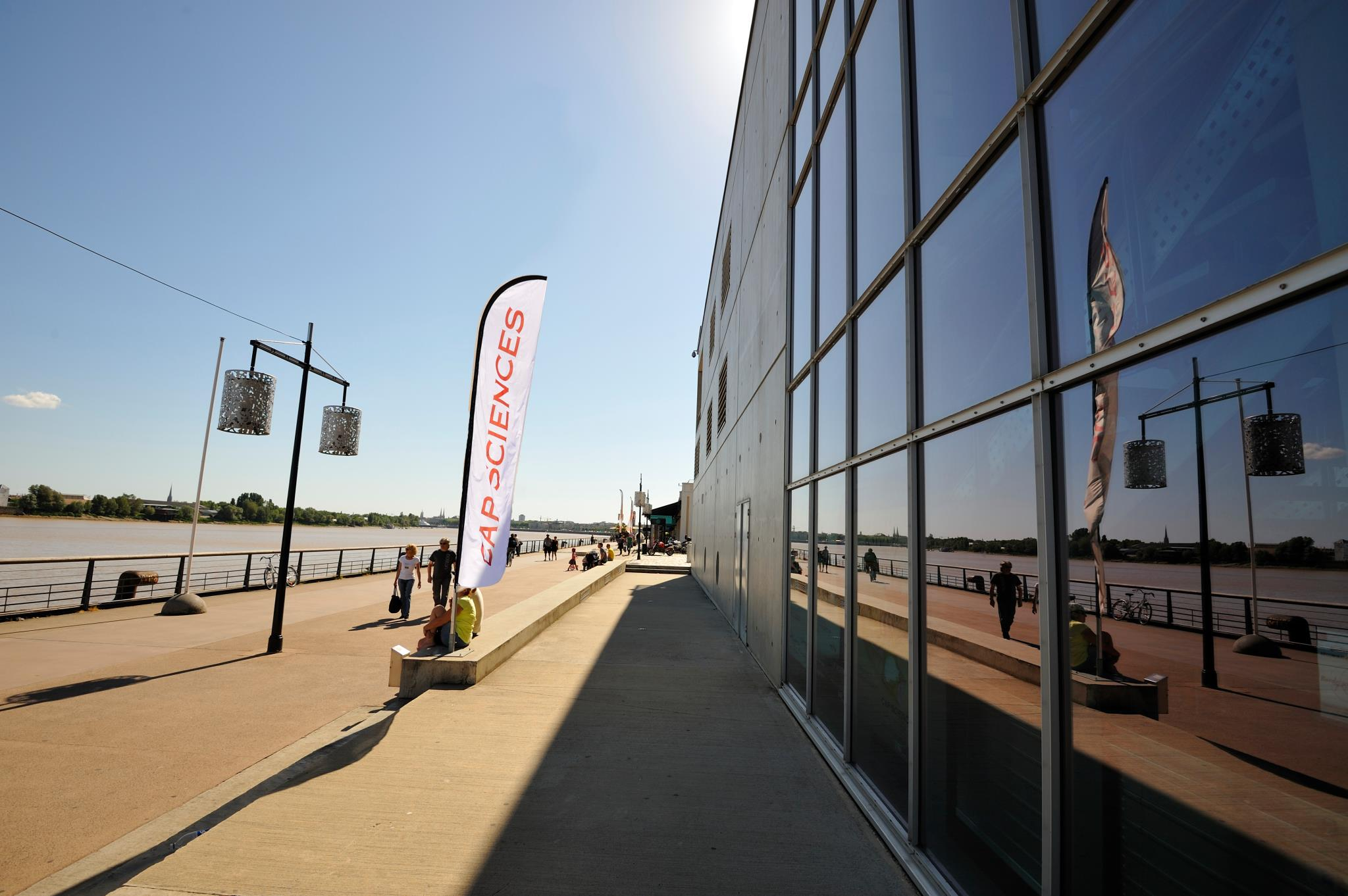
Façade du bâtiment Cap Sciences.

En 2001, à la suite du succès rencontré, Cap Sciences construit un nouveau bâtiment, plus grand (le Hangar 20), au bout des quais, qui sera ouvert en février 2002. Bernard Schweitzer, architecte originaire de Bordeaux, a été désigné maître d'œuvre du projet de construction du Hangar 20.
En octobre 2003, le nouveau site internet de Cap Sciences a été ouvert, après une refonte complète.
Pour les 10 ans de la structure, en 2005, Cap Sciences présente sa première exposition pour les 3–6 ans, intitulée Le petit explorateur des sciences. De plus, Cap Sciences s'exporte à l'international avec l'exposition Sur les traces de l'homme, qui sera exposée pendant 4 mois en Turquie.
Le 30 octobre 2007, pour la première fois de son histoire, Cap Sciences doit refuser des visiteurs pour cause de trop d'affluence, pour l'exposition Mammouths.
En 2008, Cap Sciences est labellisé Science et culture, innovation par le Ministère de l'enseignement supérieur et de la recherche.
En juin 2009, Cap Sciences a reçu le Prix Diderot pour le projet Clim'City.
En 1998, 2008 et 2011 ont lieu les ouvertures des centres de proximité à Pessac (Cap'Archéo), Floirac (Côté Sciences) et Mérignac (Côté Sciences Air&Espace).
Depuis 2011, Cap Sciences est pilote du projet Inmédiats, retenu dans le cadre de l’appel à projets Développement de la culture scientifique et Égalité des chances du programme des investissements d’avenir. Ce projet interrégional, porté par un consortium de six centres de science, vise à renforcer l’égalité des chances dans l’accès aux sciences et techniques, notamment pour les jeunes de 15  à   25 ans.
En 2012, Cap Sciences a reçu en avant-première mondiale Lascaux - exposition internationale, qui a accueilli 100 000 visiteurs.
En février 2013 a ouvert le Living Lab de Cap Sciences, permettant la découverte de technologies, services et outils innovants. Le Living Lab est un partenariat avec les laboratoires bordelais LaBRI et INRIA, et avec l'entreprise Immersion.

## Missions
En tant que centre de culture scientifique, Cap Sciences a pour objectif de rendre accessible au grand public la culture scientifique (vulgarisation).
Les scientifiques et les chercheurs se rendent progressivement compte de l'intérêt des CCSTI pour partager les enjeux de la recherche, développer une compréhension du travail des chercheurs auprès des citoyens et plus généralement, donner une dimension scientifique à la culture des citoyens. Ces centres sont des lieux de découverte, d'information et de vulgarisation de la culture scientifique qui ont pour mission le développement de la curiosité des visiteurs dans une relation participative.
Cap Sciences s'adresse au grand public, au public scolaire, aux structures de loisirs, aux étudiants, aux touristes, aux seniors, et également aux jeunes enfants à travers les ateliers jeunesse. Pour la tranche d'âge 3–6 ans, l'exploration et l'aspect ludique sont au cœur des activités, afin d'éveiller leur esprit de découverte et de satisfaire leur curiosité naturelle.

## Événements
Depuis 1998, Cap Sciences participe chaque année à la Fête de la Science (auparavant connue sous le nom la Semaine de la Science). Au cours de cette manifestation, les sciences et les techniques sont présentées au public sous forme d'animations, de visites de sites, de conférences et de rencontres. Cap Sciences coordonne l'ensemble des actions en Aquitaine pour la Fête de la Science.
Depuis 2006, Cap Sciences participe à la Nuit des chercheurs, qui propose des événements dans de nombreuses villes européennes pour permettre une rencontre entre les chercheurs et le public.
C'est également en 2006 que Cap Sciences a participé pour la première année à la Fête de l'Internet.
Cap Sciences participe chaque année à la Nuit européenne des musées et à la MuseumWeek (la semaine des Musées sur Twitter) depuis 2014.

## Fonctionnement
L'association Cap Sciences est gérée par un conseil d’administration. Après avoir présidé l'association pendant 10 ans, Daniel Charbonnel, directeur de l'établissement Saft Bordeaux, laisse la place en janvier 2018 à Didier Pourquery. Au 1er janvier 2017, Raphaël Dupin devient directeur, en remplacement de Bernard Alaux cofondateur et directeur de Cap Sciences de 1995 à 2016, parti en retraite.
L'équipe de Cap Sciences est composée d’une cinquantaine de personnes qui regroupe l’ensemble des métiers de la diffusion culturelle : conception, ingénierie, production, animation, communication, édition, auxquels s’ajoutent les médiateurs scientifiques au sein des expositions.
Cap Sciences est membre de l'association des musées et centres pour le développement de la culture scientifique, technique et industrielle (AMCSTI). Il fait également partie du réseau ECSITE, l’association européenne des centres et musées de sciences.